# John Thomas (magistrat)
Pour les articles homonymes, voir John Thomas.
Roger John Laugharne Thomas (né à Carmarthen, le 22 octobre 1947) est un juge britannique. Il est Lord juge en chef d'Angleterre et du pays de Galles de 2013 à 2017 .

## Jeunesse et éducation
Thomas est né en 1947 de Roger Edward Laugharne Thomas et de son épouse Dinah Agnes Thomas, de Cwmgiedd .
Thomas fait ses études à la Rugby School  et à Trinity Hall, Cambridge, où il obtient son baccalauréat universitaire en droit (licence) en 1966 . Il est élu membre de Trinity Hall en 2004 . Il poursuit ses études à l'University of Chicago Law School où il obtient un doctorat en droit et est fellow du Commonwealth .
Thomas est professeur assistant au Mayo College, à Ajmer, en Inde, de 1965 à 1966.

## Carrière juridique
Thomas est admis au Barreau en 1969 (Gray's Inn). Il est élu conseiller en 1992. Il commence à exercer en 1972, devenant conseiller de la reine en 1984 et nommé recorder en 1987 . Il exerce en tant que membre des chambres commerciales du 4 Essex Court in the Temple, qui déménage en 1994 à Lincoln's Inn Fields et est depuis lors connu sous le nom d'Essex Court Chambers.
En 1992, il est nommé par le ministère du Commerce et de l'Industrie pour inspecter les affaires de Mirror Group Newspapers plc (lorsqu'il appartenait à Robert Maxwell) et de son introduction en bourse .
Le 11 janvier 1996, il est nommé juge de la Haute Cour, recevant la chevalerie coutumière, et est affecté à la Division du Banc de la Reine, siégeant au Tribunal de commerce jusqu'à sa nomination à la Cour d'appel. De 1998 à 2001, il est juge président du circuit du Pays de Galles et de Chester. Le 14 juillet 2003, Thomas devient Lord Justice of Appeal et reçoit la nomination habituelle au Conseil privé plus tard cette année-là. Il est juge-président principal de 2003 à 2006, et président du Réseau européen des conseils de la magistrature de 2008 à 2010, ayant participé à sa création en 2003-2004 .
En octobre 2008, Thomas est nommé vice-président de la division du Banc de la Reine et chef adjoint de la justice pénale . Le 3 octobre 2011, il succède à Sir Anthony May comme président de la Queen's Bench Division.

## Lord Chief Justice
Le 1er octobre 2013, il est nommé pour succéder à Igor Judge en tant que Lord juge en chef d'Angleterre et du pays de Galles. Il est créé pair à vie le 4 octobre 2013, prenant le titre de baron Thomas de Cwmgiedd, de Cwmgiedd dans le comté de Powys. À la suite de son introduction, en tant que membre en exercice du pouvoir judiciaire, il est immédiatement disqualifié pour siéger à la Chambre des Lords en vertu de l'article 137 (3) de la Loi sur la réforme constitutionnelle de 2005.

## Autres postes
Il est nommé par le gouvernement du Pays de Galles en septembre 2017 pour présider une Commission sur la justice au Pays de Galles . Les commissaires sont nommés en novembre 2017. La commission entreprend un examen du système judiciaire au Pays de Galles (de décembre 2017 à octobre 2019) et publie son rapport en octobre 2019. Le rapport « définit une vision à long terme pour l'avenir de la justice au Pays de Galles »,.
Thomas est l'un des membres fondateurs de l'European Law Institute, une organisation à but non lucratif qui mène des recherches, fait des recommandations et fournit des conseils pratiques dans le domaine du développement juridique européen. Il est membre de son Comité Exécutif.
Son interdiction de siéger à la Chambre des Lords prend fin lors de sa retraite en tant que Lord Chief Justice, il est membre de la sous-commission des affaires financières de l'UE et préside la commission du projet de loi de niveau intermédiaire en 2018.
Il est membre honoraire de Trinity Hall, Cambridge et fellow des universités de Cardiff, Aberystwyth, Swansea et Bangor et docteur honoris causa en droit des universités du sud du Pays de Galles, de l'ouest de l'Angleterre, du Pays de Galles et de la Cardiff Metropolitan University. Il est membre de la Learned Society of Wales.
Il est chancelier de l'Université d'Aberystwyth depuis janvier 2018 .
Il est nommé Président du Comité du droit des marchés financiers en novembre 2017. Il retourne à Essex Court Chambers en novembre 2017 et rejoint les arbitres du 24 Lincoln's Inn Fields. Il est l'un des fondateurs de l'AIDA Reinsurance and Insurance Arbitration Society en 1991 et en est le président.

## Vie privée
En 1973, il épouse Elizabeth Ann Buchanan, fille de SJ Buchanan de l'Ohio, aux États-Unis. Ils ont un fils et une fille .